# Antônio Rodrigues Filho
Antônio Rodrigues Filho, detto Neca (Rio Grande, 15 aprile 1950), è un ex calciatore brasiliano, di ruolo centrocampista.

## Caratteristiche tecniche
Giocava come centrocampista, ma all'occorrenza poteva ricoprire la posizione di attaccante. Le sue peculiarità erano l'abilità nel colpo di testa e nella finalizzazione.

## Carriera

### Club
Cresciuto nella società del Rio Grande, club della sua città natale, giocò nel Campionato Gaúcho con l'Esportivo di Bento Gonçalves, con cui si mise in evidenza durante gli anni. Nel 1975 fu acquistato dal Grêmio della capitale statale Porto Alegre, per volere del tecnico Ênio Andrade. Nella società dalla maglia tricolore ben figurò, tanto da ottenere la convocazione in Nazionale. A metà del 1976 si trasferì al Corinthians di San Paolo, ove presenziò con costrutto nel corso del campionato nazionale, segnando dieci reti in ventuno gare e raggiungendo il secondo posto. Nel 1977 fu ceduto al Cruzeiro, con cui disputò svariate partite durante il Campionato Mineiro e la Coppa Libertadores; fu poi acquistato dal San Paolo, su richiesta dell'allenatore Rubens Minelli, che sollecitò il presidente Aidar affinché Neca fosse accettato nella squadra. Alla sua prima stagione nel club partecipò al vittorioso cammino nel campionato nazionale, andando in gol sette volte su ventuno partite. Lasciò la compagine paulista nel 1980, trasferendosi nello stato di Rio de Janeiro per giocare con l'América. Prese parte per l'ultima volta alla prima divisione nazionale in quella stagione, prima di giocare per il San Paolo di Rio Grande e, dopo due anni di inattività, per la Rio-Grandense.

### Nazionale
Entrò a far parte della Nazionale brasiliana durante la gestione di Osvaldo Brandão, che lo fece debuttare il 19 maggio 1976 durante la Coppa dell'Atlantico, contro i rivali dell'Argentina: il giocatore premiò la fiducia del tecnico segnando un gol al minuto numero ottantotto. Giocò poi il 23 maggio, contro la Nazionale di calcio dell'Inghilterra, in occasione del Torneo del Bicentenario, disputando i primi quarantacinque minuti. Il 9 giugno partecipò alla sua ultima gara ufficiale, quella contro il Paraguay, valevole per la Coppa dell'Atlantico.

## Palmarès

### Club

#### Competizioni nazionali
- Campionato brasiliano: 1

San Paolo: 1977
- Campionato Mineiro: 1

Cruzeiro: 1977